# Richard Zare
Richard N. Zare (Cleveland, 19 novembre 1939) è un chimico statunitense.
Professore di Chimica all'Università di Stanford, si è laureato nel 1961 e nel 1964 ha conseguito il Ph.D. in chimica fisica ed analitica ad Harvard, sotto la direzione di Dudley Herschbach. È noto per le sue ricerche sulla chimica laser, che ha portato ad una migliore comprensione delle reazioni chimiche a livello molecolare. Ha inoltre scritto numerosi manuali ampiamente utilizzati sul tema del momento angolare nei sistemi quantistici.
È membro dei comitati editoriali di numerose pubblicazioni scientifiche, tra le quali Chemistry World, Angewandte Chemie, "Central European Journal of Chemistry", "Journal of Separation Sciences" e "Chinese Journal of Chromatography".
È autore di vari studi accademici basati sulla ricerca della spettroscopia dei composti chimici. È coautore di un articolo che avanza l'ipotesi che un meteorite proveniente da Marte, ALH84001, contenga tracce di vita marziana. Altri ricercatori hanno dubitato di queste scoperte, che restano dunque controverse.

## Premi e riconoscimenti
- Premio Fresenius, 1974
- Membro dell'Accademia nazionale delle scienze, 1976
- Membro dell'Accademia americana delle arti e delle scienze, 1976
- Membro della Società filosofica americana, 1991
- Membro Estero della Royal Society di Londra, 1999
- Medaglia Michael Polanyi, 1979
- Premio Earle K. Plyler, 1981
- Premio della Società di spettroscopia di Pittsburgh, 1983
- National Medal of Science, 1983
- Premio Irving Langmuir in Fisica chimica, 1985
- Premio Michelson-Morley, 1986
- Medaglia Kirkwood, 1986
- Premio Willard Gibbs, 1990
- Premio Peter Debye, 1991
- Premio dell'Accademia nazionale delle scienze in scienze chimiche, 1991
- Premio Dannie-Heineman, 1993
- Premio Harvey, 1993
- Premio della Divisione ACS di chimica analitica in strumentazione chimica, 1995
- Premio Bing Fellowship, 1996
- Premio della California per lo scienziato dell'anno, 1997
- Premio ACS in chimica analitica, 1998
- Premio E. Bright Wilson in spettroscopia, 1999
- Premio Welch in chimica, 1999
- Premio Arthur L. Schawlow in scienza dei laser, 2000
- Premio dei Premi Nobel per l'educazione universitaria, 2000
- Premio Charles Lathrop Parsons, 2001
- Faraday Lectureship Prize, 2001
- Premio Laurance e Naomi Carpenter Hoagland, 2003
- Membro estero dell'Accademia svedese delle scienze, Svezia, 2004
- Membro estero dell'Accademia cinese delle scienze (CAS), Pechino, P.R.C., 2004
- Premio James Flack Norris per gli importanti risultati nell'insegnamento della chimica, Sezione settentrionale della Società americana di chimica, 2004
- Medaglia Nichols del ACS (Sezione di New York), 2004
- Premio Wolf per la chimica, 2005.

## Pubblicazioni in inglese
- "Hadamard Transform Time-of-Flight Mass Spectrometry: More Signal, More of the Time," F. M. Fernández, J. R. Kimmel, and R. N. Zare, Angewandte Chemie,42, 30-35 (2003).
- "Chemical Cytometry on a Picoliter-Scale Integrated Microfluidic Chip," H. Wu, A. R. Wheeler and R. N. Zare, Proc. Nat. Acad. Sci. (USA) 101, 12809-12813 (2004).
- "Laser Control of Chemical Reactions," R. N. Zare, Science, 279, 1875-1879 (1998).
- "Anatomy of Elementary Chemical Reactions," A. J. Alexander and R. N. Zare, J. Chem. Ed.,75, 1105-1118 (1998).
- "Observation and Interpretation of a Time-Delayed Mechanism in the Hydrogen Exchange Reaction," S. C. Althorpe, F. Fernández-Alonso, B. D. Bean, J. D. Ayers, A. E. Pomerantz, R. N. Zare, and E. Wrede, Nature 416, 67-70 (2002).